# Marea Recesiune
Criza economică mondială a început în decembrie 2007, declanșată de pierderea încrederii investitorilor în ipotecile securitizate din Statele Unite și de criza de lichiditate rezultată. Aceasta a condus la intervenții majore din partea băncilor centrale și a provocat falimentul sau salvarea unor instituții financiare importante, declanșând recesiuni severe la nivel global.
Perioada a fost denumită și Marea Recesiune, reprezentând cea mai gravă criză financiară de la Marea Depresiune din anii 1930. Deși economia globală a înregistrat o redresare treptată în deceniul următor, numeroase efecte structurale au persistat, inclusiv inegalitatea economică și volatilitatea piețelor financiare.
În anii 2024–2025, mai multe tendințe asemănătoare celor premergătoare crizei au reapărut, precum expansiunea creditării prin instrumente financiare complexe și propuneri de relaxare a reglementărilor bancare, ceea ce a determinat analiștii să avertizeze asupra riscului unei noi perioade de instabilitate financiară.
Prăbușirea Administrației Federale pentru Locuințe (S.U.A.) este adesea făcută responsabilă pentru producerea crizei. Însă vulnerabilitatea sistemului financiar a fost provocată de contractele și operațiile financiare complicate și supuse efectului de pârghie, politica monetară a S.U.A. stabilind un preț neglijabil pentru credit și astfel favorizând o cotă foarte ridicată a efectului de pârghie și, conform economistului american John Bellamy Foster, o „hipertrofie a sectorului financiar”.
Țările afectate drastic de criză au avut creșteri semnificative ale salariului minim, impuse prin legislație :
Administrația SUA a emis Fair Minimum Wage Act of 2007, care a intrat în vigoare în 25 mai 2007 și a prevăzut creșterea salariului minim în trei etape:
- începând cu 24.07.2007 la 5,85$ pe oră,
- începând cu 24.07.2008 la 6,55$ pe oră,
- începând cu 24.07.2009 la 7,25$ pe oră.
Același efect poate fi observat și în țările europene, cele mai afectate țări fiind exact acelea care au avut creșteri semnificative ale salariului minim în anii premergători crizei.
Cea mai afectată țară de criza economică din U.E. este Letonia. Extrem de interesant este că această țară a avut, în anii care au precedat criza, cea mai mare creștere a salariilor minime din Uniunea Europeană:
1) de la 1 ianuarie 2006 , la 128 Euro pe lună;
2) de la 1 septembrie 2006, la 170 Euro pe lună;
3) de la 1 iulie 2007, la 227 Euro pe lună.
Rezultatul acestei creșteri spectaculoase a fost apariția unei crize extrem de puternice cu șomaj ridicat.
Un alt exemplu concludent este Irlanda:
1) începând cu 1 ianuarie 2007 salariul minim a crescut de la 7,65 Euro pe oră la 8,30 Euro pe oră;
2) începând cu 1 iulie 2007 salariul minim a crescut la 8,65 Euro pe oră.
Consecința a fost creșterea galopantă a șomajului ajungând în scurt timp la 12,8%.
Spania, de asemenea una dintre țările cu o rată foarte mare a șomajului, atingînd un nivel de 20,5% în aprilie 2010 , a avut o creștere a salariului minim de la 490 Euro/lună în 2004 la 700 Euro/lună în 2008.
Pe de altă parte, singura țară din U.E. care a intrat în clasamentul țărilor cel mai puțin afectate de criză este Suedia[5], una dintre cele 6 țări europene care nu au salariu minim.

## Retrospectiva crizei economice
- 1 februarie 2007 - A fost adoptata legea cresterii salariului minim (Fair Minimum Wage Act of 2007] care a blocat investitiile si implicit creditarea. De asemenea, a redus drastic eficienta companiilor americane aflate in competitie cu economiile emergente, in special China.
- 17 februarie 2007 — banca britanică Northern Rock este naționalizată[7];
- 16 martie 2007 — banca JPMorgan Chase & Co a cumpărat banca de investiții Bear Stearns la un preț foarte scăzut, cu ajutorul băncii centrale americane (Federal Reserve);
- 7 septembrie 2008 — cele mai mari bănci de credite ipotecare din Statele Unite — Freddie Mac și Fannie Mae — sunt puse sub supraveghere federală;
- 15 septembrie 2008 — compania Merrill Lynch (a treia bancă mondială de investiții) este preluată de Bank of America, iar Lehman Brothers (a patra bancă de investiții din lume) falimentează;
- 16 septembrie 2008 — banca centrală americană Federal Reserve și guvernul american au naționalizat cel mai mare grup de asigurări din lume, American International Group (AIG), amenințat de faliment, și i-au acordat un ajutor de 85 miliarde dolari[8];
- statele europene și cele asiatice anunță, pe rând, intrarea în recesiune;
- 1 decembrie 2008 — SUA anunță că erau de un an în recesiune;

## Actualizări post-criză și context recent
În 2024–2025, piețele financiare au înregistrat revenirea unor instrumente similare celor care au generat criza din 2008, inclusiv securitizări complexe menite să amplifice expunerea la risc.
Pe plan instituțional, Federal Reserve a propus relaxarea cerințelor de capital pentru bănci – cea mai amplă măsură de acest gen de după criză, care ar putea afecta reziliența sistemului financiar. De asemenea, mai multe condamnări rezultate din scandaluri de manipulare a datelor financiare au fost ulterior anulate, subliniind limitările cadrului juridic actual.

## Evaluare retrospectivă
Criza economică mondială din 2007–2009, denumită și „Marea Recesiune”, s-a caracterizat prin deteriorarea prelungită a economiei globale și o redresare lentă. Indicele de risc financiar TED spread a atins recorduri de circa 465 p.b. în octombrie 2008, indicând pierderea completă a încrederii interbancare.

## Reformă structurală
G20, prin intermediul FSB, a promovat un cadru global de reformă financiară pentru contracararea instabilității și susținerea economiei reale.

## Perspective monetare recente
Piețele financiare anticipează reduceri masive ale dobânzilor de către Federal Reserve, comparabile cu măsurile de la sfârșitul anilor 2000, ceea ce ar putea semnaliza îngrijorări majore legate de redresarea economică.